# Muehlenbeckia tamnifolia
Muehlenbeckia tamnifolia là một loài thực vật có hoa trong họ Rau răm. Loài này được Carl Sigismund Kunth mô tả khoa học đầu tiên năm 1817 dưới danh pháp Polygonum tamnifolium. Năm 1841 Carl Daniel Friedrich Meisner chuyển nó sang chi  Muehlenbeckia.